# Stelis caespitosa
Stelis caespitosa är en orkidéart som beskrevs av John Lindley. Stelis caespitosa ingår i släktet Stelis och familjen orkidéer. Inga underarter finns listade i Catalogue of Life.